# 1910年5月9日日食
1910年5月9日日食是一次日全食，發生於1910年5月9日。新月當天（即朔日），地球上觀測到月球和太阳的角距離極小，此時月球如果恰好在月球交點附近，穿過太阳和地球之間，與地球、太阳接近一直線，則會出現日食。月球本影接觸地表而使該區域完全得不到陽光，就會形成日全食，同時在本影兩側數千公里的半影範圍內遮擋部分陽光，形成日偏食。此次日全食經過了南极洲威爾克斯地和澳大利亚，日偏食則覆蓋了澳大利亚、馬來群島中南部及周邊部分地區。

## 日食概況

### 出現區域
月球本影在南极洲威爾克斯地海岸以內約640公里處最先接觸地表，當地在日落時分最先看到日全食。本影隨後向北離開南极洲，逐漸轉向東北，在澳大利亚西澳大利亚州以南約1500公里的印度洋東南部洋面達到最大食分。此後本影逐漸轉向東南，覆蓋了澳大利亚塔斯馬尼亞州中南部後在日落時分結束於塔斯馬尼亞島東南約730公里的海域。
本影經過的陸地依次包括：
- 南极洲：威爾克斯地的一部分，全食帶覆蓋了當時尚未建設的澳大利亚凱西站；
- ：塔斯馬尼亞州中南部。[3][4]

除了狹窄的全食帶內能看見日全食之外，月球半影覆蓋範圍內都能看到日偏食，包括馬來群島中東部、澳大利亚、新西兰西南部、美拉尼西亚中西部、凱爾蓋朗群島、南极洲靠近印度洋的部分地區。
一般日食開始於晨線，結束於昏線，即在最先看到日食的地方，日食出現在日出時分，而此次日全食發生時，月球本影從晨昏圈最南端附近的區域開始接觸地球，日全食開始和結束恰好均在昏線上，南极洲威爾克斯地最先看到日食的地方也在日落時分看到日食。

### 基本參數
- 類型：日全食
- 食甚中心處（位於澳大利亚西澳大利亚州以南約1500公里的印度洋東南部）資料：
  - 時間：1910年5月9日5:42:01.7
  - 地點：48°12.6′S 125°16.0′E / 48.2100°S 125.2667°E
  - 食分：1.0600（全食帶內最大）
  - 日全食持續時間：4分15.1秒

## 觀測
除南极洲外，本次全食帶經過的陸地僅限於澳大利亚塔斯馬尼亞州中南部，而日全食時當地正處於多雨的冬季，觀測條件不佳，但英国航空先驅弗朗西斯·麥克林仍然組織並率領觀測隊前往塔斯馬尼亞島西南岸的戴維港，最終因為陰雨天氣當地的觀測未能成功。此外，位於塔斯馬尼亞島東南方的布魯尼島的觀測也因天氣而失敗，塔斯馬尼亞島西岸的齊恩和斯特拉恩在偏食階段天氣晴好，但全食階段天氣不佳。而稍偏內陸的皇后鎮是少數順利見到日食全過程的地方，有觀測者前往當地拍攝到了日冕。

## 相關的日月食

### 月全食
1910年5月24日的月全食在本次日全食後半個月發生，同屬一個食季。這是自1815年6月21日的月全食和1815年7月6日的日全食以來首次出現一個食季中的日食和月食均為全食，即日全食和月全食相隔僅半個月相繼發生，而下一次出現則要等到1927年6月15日的月全食和1927年6月29日的日全食。

### 1910-1913年的日食
月球交替位於相對的月球交點時，以半個交點年（食年），即約177天又4小時間隔出現下列日食。
| 升交點                                          | 升交點                  |          | 降交點                   | 降交點 |
| 沙羅周期                                        | 地圖                    | 沙羅周期 | 地圖                     |        |
| 117                                             | 1910年5月9日 全食       | 122      | 1910年11月2日 偏食（北） |        |
| 127                                             | 1911年4月28日 全食      | 132      | 1911年10月22日 環食      |        |
| 137                                             | 1912年4月17日 全環食    | 142      | 1912年10月10日 全食      |        |
| 147                                             | 1913年4月6日 偏食（北） | 152      | 1913年9月30日 偏食（南） |        |
| 註：1913年8月31日的日偏食屬於下一組交點年系列。 |                         |          |                          |        |

### 沙羅周期
沙羅周期長度為18年11天。本次日食屬於沙羅周期117，共包含71次日食，依次為792年6月24日至918年9月8日的8次日偏食、936年9月18日至1333年5月14日的23次日環食、1351年5月25日至1423年7月8日的5次全環食（亦稱混合食）、1441年7月18日至1928年5月19日的28次日全食、1946年5月30日至2054年8月3日的7次日偏食，總共歷時1262.11年。其中最長的全食發生於1892年4月26日，共持續了4分19秒。
下表列舉了20、21世紀屬於該周期的日食，是第63至71次：
| 63            | 64            | 65            |
| ------------- | ------------- | ------------- |
| 1910年5月9日  | 1928年5月19日 | 1946年5月30日 |
| 66            | 67            | 68            |
| 1964年6月10日 | 1982年6月21日 | 2000年7月1日  |
| 69            | 70            | 71            |
| 2018年7月13日 | 2036年7月23日 | 2054年8月3日  |

## 資料來源
1. ↑  樊忠玉. . 中国天文科普网.   [2016-04-02]. （原始内容存档于2014-09-17）.
2. 1 2  Fred Espenak. . NASA Eclipse Web Site.   [2016-04-02]. （原始内容存档于2020-10-20）.（英文）
3. ↑  Fred Espenak. . NASA Eclipse Web Site.   [2016-04-02]. （原始内容存档于2020-10-23）.（英文）
4. ↑  Xavier M. Jubier. .   [2016-04-02]. （原始内容存档于2019-06-09）.（法文）（英文）
5. ↑  Fred Espenak. . NASA Eclipse Web Site.   [2016-04-02]. （原始内容存档于2017-12-28）.（英文）
6. ↑  F. K. McClean;  et al.  (PDF). 1910-05  [2016-04-02]. （原始内容存档 (PDF)于2020-10-21）.（英文）
7. ↑  Lockyer, Sir Norman; Group, Nature Publishing; Gateway, UM-Medsearch. . Nature. 23 June 1910, 83 (2121): 494–495  [2016-04-02]. doi:10.1038/083494a0. （原始内容存档于2014-01-01）.
8. ↑  Fred Espenak. . NASA Eclipse Web Site.（英文）

## 外部連結
- NASA日食專頁（页面存档备份，存于）（英文）
- 可見區域圖和時間統計：由弗雷德·埃斯佩纳克做出的日食預報，NASA/GSFC
  - Google互動地圖呈現的日食範圍
  - 貝塞爾元素
- Google地圖顯示的日全食和日偏食範圍（页面存档备份，存于）（法文）（英文）

| \| \| 日食 \|                              |                             |                                           |
| 上一次日食： 1909年12月12日日食 （日偏食） | 1910年5月9日日食 （日全食） | 下一次日食： 1910年11月2日日食 （日偏食） |
| 上一次日全食： 1908年1月3日日食            | 1910年5月9日日食 （日全食） | 下一次日全食： 1911年4月28日日食          |
|                                            | 日食                        |                                           |